# Lạc Long, Lạc Dương
Lạc Long (chữ Hán giản thể: 洛龙区, Hán Việt: Lạc Long khu) là một quận của địa cấp thị Lạc Dương, tỉnh Hà Nam, Cộng hòa Nhân dân Trung Hoa. Nguyên là một quận ngoại vi nằm ở nửa phía nam cua Lạc Dương, hiện nay là nơi đóng trụ sở chính quyền Lạc Dương. Quận Lạc Long có diện tích 243 km2, dân số khoảng 320.000 người, mã số bưu chính 471000. 
Quận này được chia ra thành các đơn vị hành chính gồm 1 nhai đạo biện sự xứ: An Lạc, 5 trấn: Long Môn, Bạch Mã Tự, Quan Lâm, An Lạc, Hạnh Điếm và 2 hương: Lý Lâu, Cổ Thành.